# Catriona Roach
Catriona Roach (10 de mayo de 1969) es una deportista australiana que compitió en remo. Ganó dos medallas en el Campeonato Mundial de Remo, en los años 2000 y 2001, ambas en la prueba de cuatro scull ligero.

## Palmarés internacional
| Campeonato Mundial | Campeonato Mundial | Campeonato Mundial | Campeonato Mundial  |
| Año                | Lugar              | Medalla            | Prueba              |
| ------------------ | ------------------ | ------------------ | ------------------- |
| 2000               | Zagreb (Croacia)   | Medalla de plata   | Cuatro scull ligero |
| 2001               | Lucerna (Suiza)    | Medalla de oro     | Cuatro scull ligero |